# ماشاءالله بامری
ماشاءالله بامری (۱۳۳۰ ایرانشهر - ۱ مرداد ۱۳۹۰ کرمان)، آوازه خوان بلوچ، خنیاگر، پژوهشگر موسیقی بلوچستان و نوازنده تنبورک بود، این پیشکسوت موسیقی بلوچ، بیش از هفتاد لوح سپاس، تقدیر نامه و دیپلم افتخار از جشنواره‌های موسیقی محلی، ملی و بین‌المللی کسب کرد.

بامری در طول فعالیت هنری خود در کشورهای فرانسه، آلمان، امارات، ونزوئلا، هلند و ترکیه کنسرت‌هایی را برگزار کرده است. او همچنین از مشهورترین خوانندگان صوت یا ترانه‌های مردمی بلوچستان به سبک قدیم است.
بامیری در اواخر دهه ۶۰ شمسی، گروه موسیقی آوای دل را بنیان نهاد و از آن پس اجراهای متعددی برگزار نمود. او همچنین با گروه رستاک در اجرای موسیقی بلوچی همکاری نمود.
بامری، مقام نخست جشنواره‌هایی چون نی نوازان، موسیقی حماسی، آئینه و آواز، موسیقی فجر، ذکر و ذاکرین و موسیقی نواحی کرمان را در کارنامه خود دارد. از وی در هفتمین جشنواره موسیقی نواحی، به عنوان بزرگترین پژوهشگر موسیقی سیستان و بلوچستان، تجلیل به عمل آمد؛ و درمجموع بیش از ۷۰ لوح تقدیر و سپاس در کارنامهٔ حرفه‌ای موسیقایی خود داشت. آخرین اجرای این موسیقی‌دان بلوچستانی درتالار بتهوون خانهٔ هنرمندان تهران برگزار شد و مورد استقبال موسیقی‌دوستان قرار گرفت.
ماشلا بامری  در بخشی از کار حرفه ای خودترانه های قدیمی  و لیکو های  قدیمی بلوچی،  گوات و ذکر و غزل را نیز بازخوانی کرد. این مجموعه اهنگ های زیبا را موسسه فرهنگی هنری ماهور به صورتی آلبومی به کوشش منصوره ثابت زاده منتشر کرده است. زیباترین آهنگ های قدیمی این مجموعه شامل، مروچان، الله منی بارگ،لاشاره کران، سرآپ گونان،آمشب حنابندانه است، که مروچان و الله منی بارگ را گروه رستاک بازخوانی کرده است.
بامری پس از چندین ماه تحمل با سرطان روده، در روز شنبه، یکم مرداد ۱۳۹۰ در سن ۶۰ سالگی درگذشت.